# NEWOLD (大橋トリオのアルバム)
『NEWOLD』（ニューオールド）は、日本のミュージシャン大橋トリオの通算6枚目のアルバムである。2010年11月17日発売。発売元はrhythm zone。

## 概要
- アルバム『I Got Rhythm?』以来、メジャーでのオリジナルアルバムとしては1年ぶり2枚目。ゲストとして布袋寅泰、半野喜弘、浜田真理子、手嶌葵が参加している。
- 通常盤と特別盤の二種リリース。特別盤には絵本作家ユニット・tupera tuperaとのコラボ絵本付き。またオリジナル楽曲「トリドリ」が追加収録される。

## 収録曲
1. きっとそれでいい[4:46]
作詞：micca、作曲：大橋好規
2. HONEY[5:38]
アルバムのリードトラック。2010年10月20日よりiTunes Storeにて、10月27日より着うたにて先行配信。11月3日には配信限定シングルとして発売された。PV監督は柿本ケンサク。
3. 12時の針がおちたら[4:48]
作詞：micca、作曲：大橋トリオ
4. This is the love with 浜田真理子[5:42]
作詞：Joshua Katris、作曲：大橋好規
5. JASMINE with 布袋寅泰[3:51]
作詞：micca・Joshua Katris、作曲：大橋好規
6. Fairy[5:12]
作詞：micca、作曲：大橋好規
映画「雷桜」の劇中曲のリアレンジバージョン。
7. 真夜中のメリーゴーランド with 手嶌葵[4:27]
作詞：micca、作曲：大橋好規
8. 月の裏の鏡[6:42]
作詞：micca、作曲：大橋好規
9. CUBE[4:41]
作詞：micca、作曲：大橋好規
10. I come through[5:16]
作詞：Joshua Katris、作曲：大橋好規
11. この雨みたいに泣いてみたかったけど[5:36]
作詞：micca、作曲：大橋好規
12. 生まれた日[4:34]
作詞：micca、作曲：大橋好規
13. トリドリ[6:38](特別盤のみ)
作詞：micca、作曲：大橋好規